# 傑弗斯 (明尼蘇達州)
傑弗斯（英語：Jeffers）是一個位於美國明尼蘇達州卡頓伍德縣的城市。

## 人口
根據2020年美國人口普查的數據，傑弗斯的面積為1.00平方千米，當中陸地面積為1.00平方千米，而水域面積為0.00平方千米。當地共有人口349人，而人口密度為每平方千米349人。